# (10563) Izhdubar
(10563) Izhdubar es un asteroide que forma parte de los asteroides Apolo. Su nombre hace referencia a Izhdubar, un dios del sol de la mitología caldea.
Fue descubierto el 18 de julio de 1968 por Carolyn y Eugene Shoemaker el 19 de noviembre de 1993 desde el Observatorio del Monte Palomar, California, Estados Unidos.
Los próximos acercamientos a la órbita terrestre ocurrirán el 8 de noviembre de 2083, el 9 de noviembre de 2084 y el 11 de noviembre de 2085.